# 羽衣駅
羽衣駅（はごろもえき）は、大阪府高石市羽衣一丁目にある、南海電気鉄道の駅。駅番号はNK16。

## 利用可能な鉄道路線
- 南海電気鉄道
  - 南海本線
  - 高師浜線 - 始発駅

また、以下の路線とも徒歩連絡している。
- 西日本旅客鉄道（JR西日本）：東羽衣駅
  - 阪和線東羽衣支線（羽衣線）

## 歴史
- 1912年（明治45年）3月1日：南海鉄道の浜寺公園駅と葛葉駅（現・高石駅）の間に新設される。
- 1918年（大正7年）10月2日：高師浜線が開通（開通当初は伽羅橋まで）し、乗換駅となる。
- 1944年（昭和19年）6月1日：会社合併により近畿日本鉄道の駅となる。
- 1946年（昭和21年）頃：急行停車駅となる。
- 1947年（昭和22年）6月1日：路線譲渡により南海電気鉄道の駅となる。
- 1978年（昭和53年）2月：橋上駅舎完成[1]。
- 2007年（平成19年）6月30日：西口を仮駅舎に移設する。
- 2009年（平成21年）11月28日：上り線および高師浜線を仮線に移設する[2]。
- 2011年（平成23年）5月21日：下り線を仮線に移設する。
- 2012年（平成24年）4月1日 ：駅ナンバリングが導入され、使用を開始[3][4]。
- 2013年（平成25年）5月20日：東口を仮駅舎に移設する。
- 2016年（平成28年）5月14日：本線の下りホームが高架化[5][6]。
- 2019年（令和元年）8月24日：2階部分に当駅と東羽衣駅とを結ぶ通路が完成[7]。公募で決まった愛称は「天女のこみち」[7]。
- 2021年（令和3年）5月22日：本線の上りホームが高架化[8][9]。これに伴い営業キロが難波駅起点15.5 kmから15.6 kmに変更される[10]。高師浜線高架化工事の着手に伴い、同日より同線を休止しバス代行輸送を実施[8][9][11]。
- 2024年（令和6年）4月6日：高師浜線のホームが高架化[11]。同線のバス代行輸送を終了。

2015年に開催した大阪府の第3回建設事業評価審議会の資料によれば、本線の上りは2019年春に、高師浜線は2021年春に高架化する予定だった。

### 駅名の由来
開業当時の駅所在地は泉北郡高石村大字今在家といったが、同じ泉北郡の郷荘村にも同名の大字があり（現・和泉市芦部町）、南海沿線では西成郡粉浜村の一部も旧称が今在家だった。そこで、松林が広がる浜寺公園の南半分を占める当地にあった羽衣の松（浜寺三名松の一つ）から駅名を取った。1923年（大正12年）には駅所在地の大字も今在家から羽衣に改称されている。

## 駅構造
南海本線は2面2線の相対式ホームであり、2番線のホーム向かい側の一部を切り欠き、高師浜線ホーム1線を加えた2面3線の高架駅である。トイレは2階の上下線エスカレーター間に設置。
高架化工事に伴い、2004年から駅舎西側部分の一部撤去が始まり2007年6月30日から西出口を、2013年5月20日には東出口を仮駅舎へ移行した。
長らく上下線及び東西出口と跨線橋で繋がる橋上駅舎の様相であったが、2016年5月14日の下り高架ホーム完成後は、新たに下り部分改札を東口中2階に設置した。なお上下線は連絡用跨線橋および旧下り仮設ホームを通じた連絡通路を伝って行き来できた。
2021年5月21日の本線の上り地上ホーム利用終了をもって旧来の橋上駅舎にあった改札口は廃止となり、上りホームが高架化された2021年5月22日からは下り高架ホーム完成時に供用開始した高架下中2階の改札口の1箇所に集約された。
2009年11月28日に上り線・高師浜線、2011年5月21日から下り線がそれぞれ仮線に移行した。高師浜線は羽衣付近で複線化用地が確保されていたため、仮線建設の際はこの用地が利用された。
高架ホームには液晶式列車案内表示機が設置されている。なお地上時代にはフラップ式列車案内表示機が設置されていたが、2021年5月21日の本線の上り地上ホーム利用終了をもって全て廃止された。

### のりば（2021年5月21日まで）
| のりば | 路線     | 方向 | 行先                    | 備考                  |
| ------ | -------- | ---- | ----------------------- | --------------------- |
| 1      | 南海線   | 下り | 和歌山市・ 関西空港方面 |                       |
| 2      | 南海線   | 上り | なんば方面              |                       |
| 3      | 高師浜線 | 下り | 高師浜方面              | 初発のみ2番線から発車 |

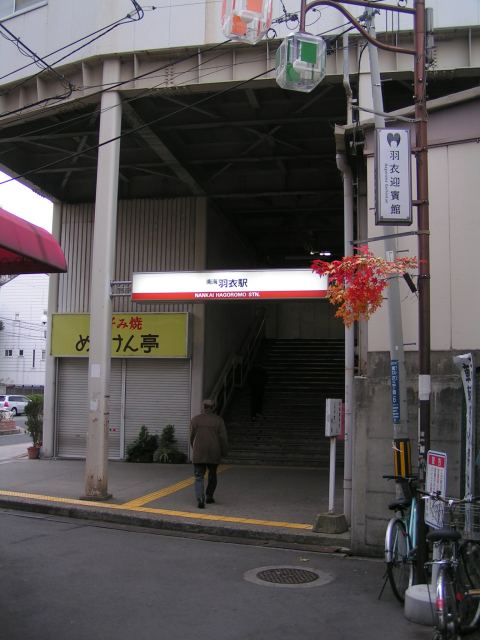
旧駅舎　東口
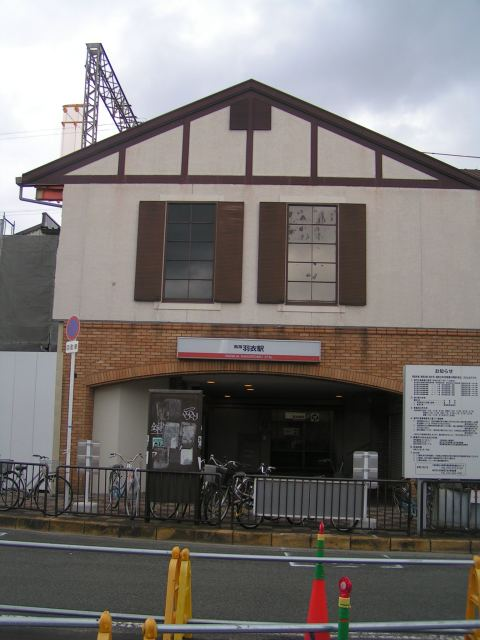
旧駅舎　西口
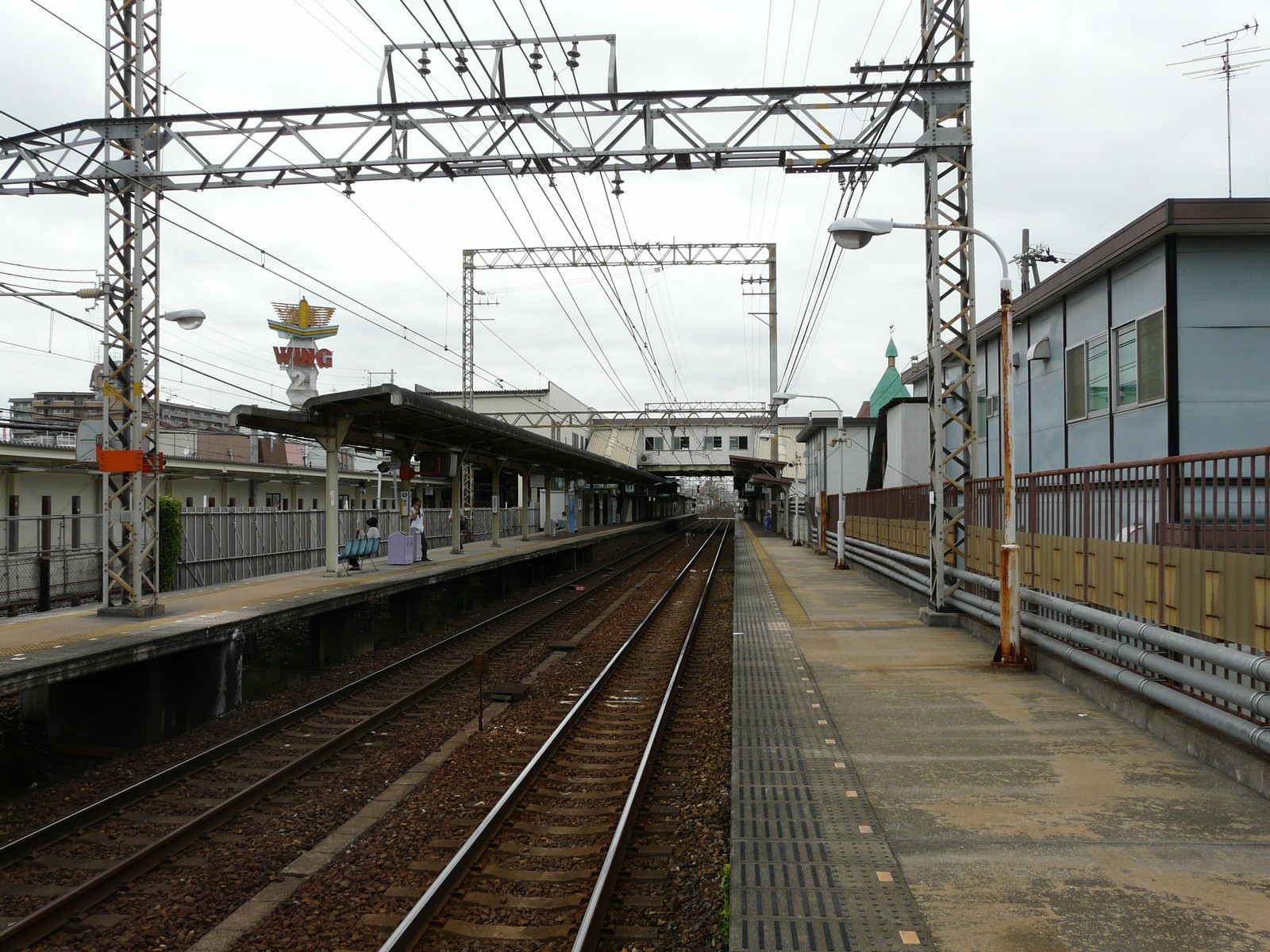
旧1番のりば
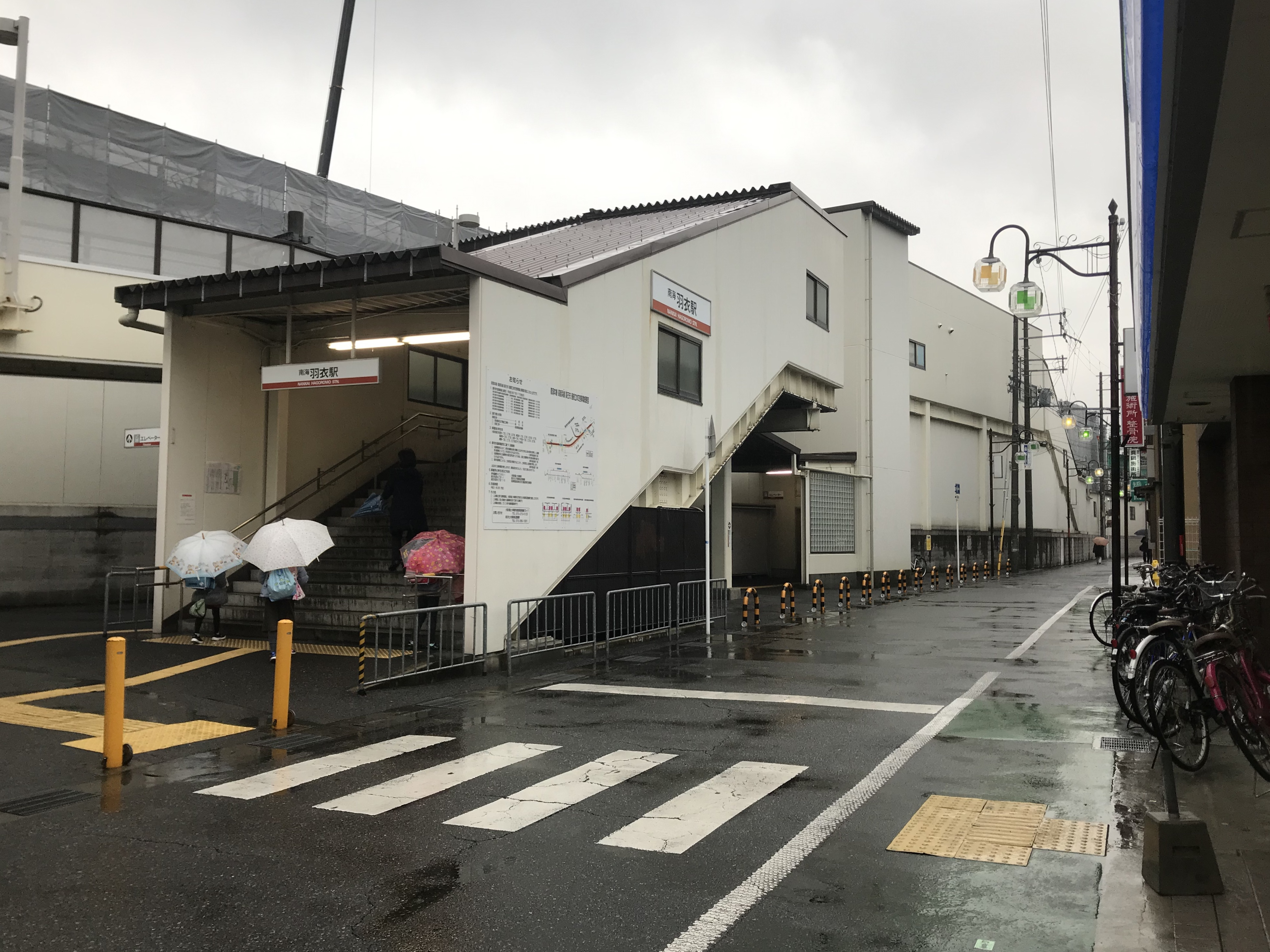
仮駅舎　西口
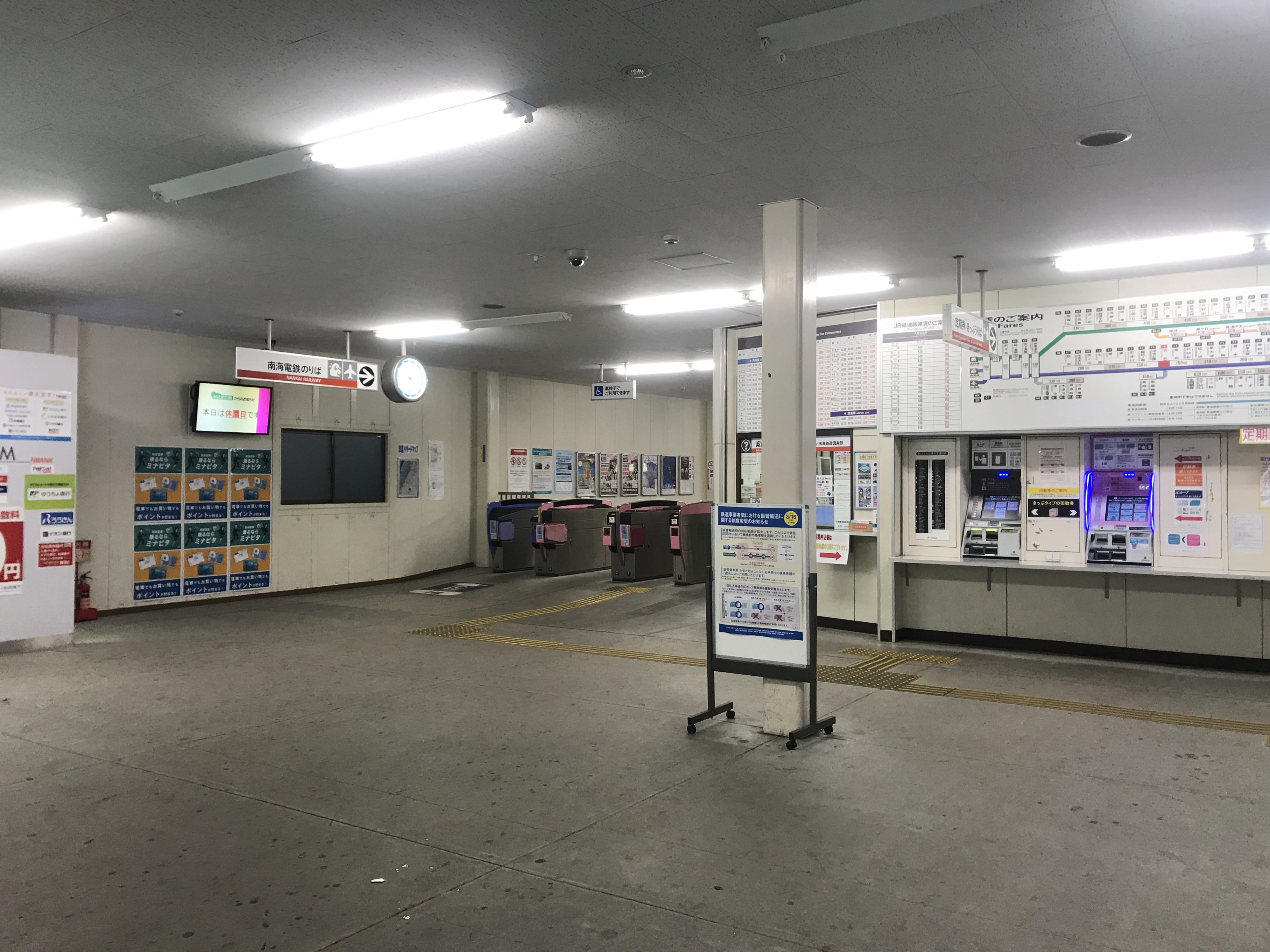
仮改札口
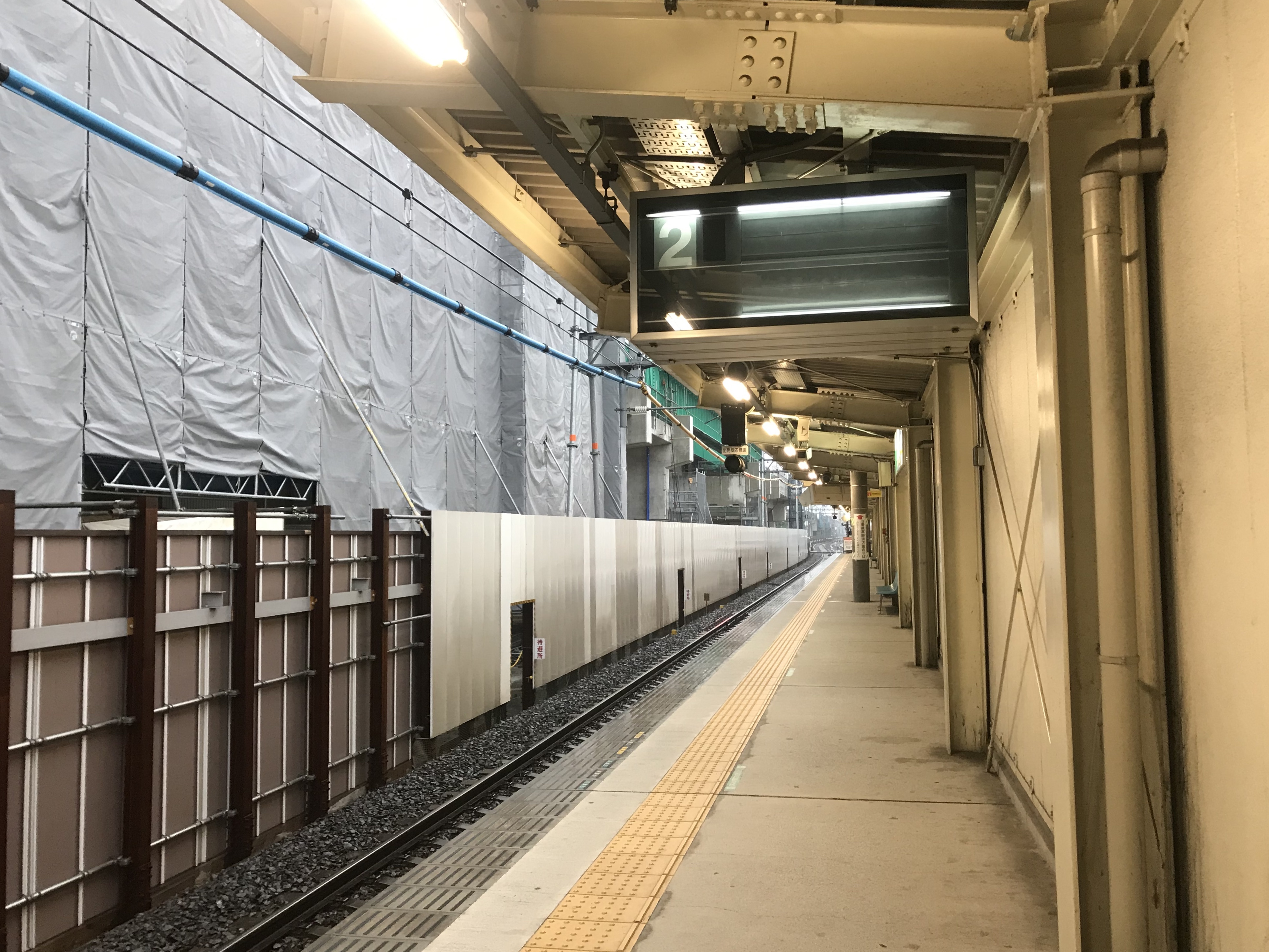
仮2番のりば
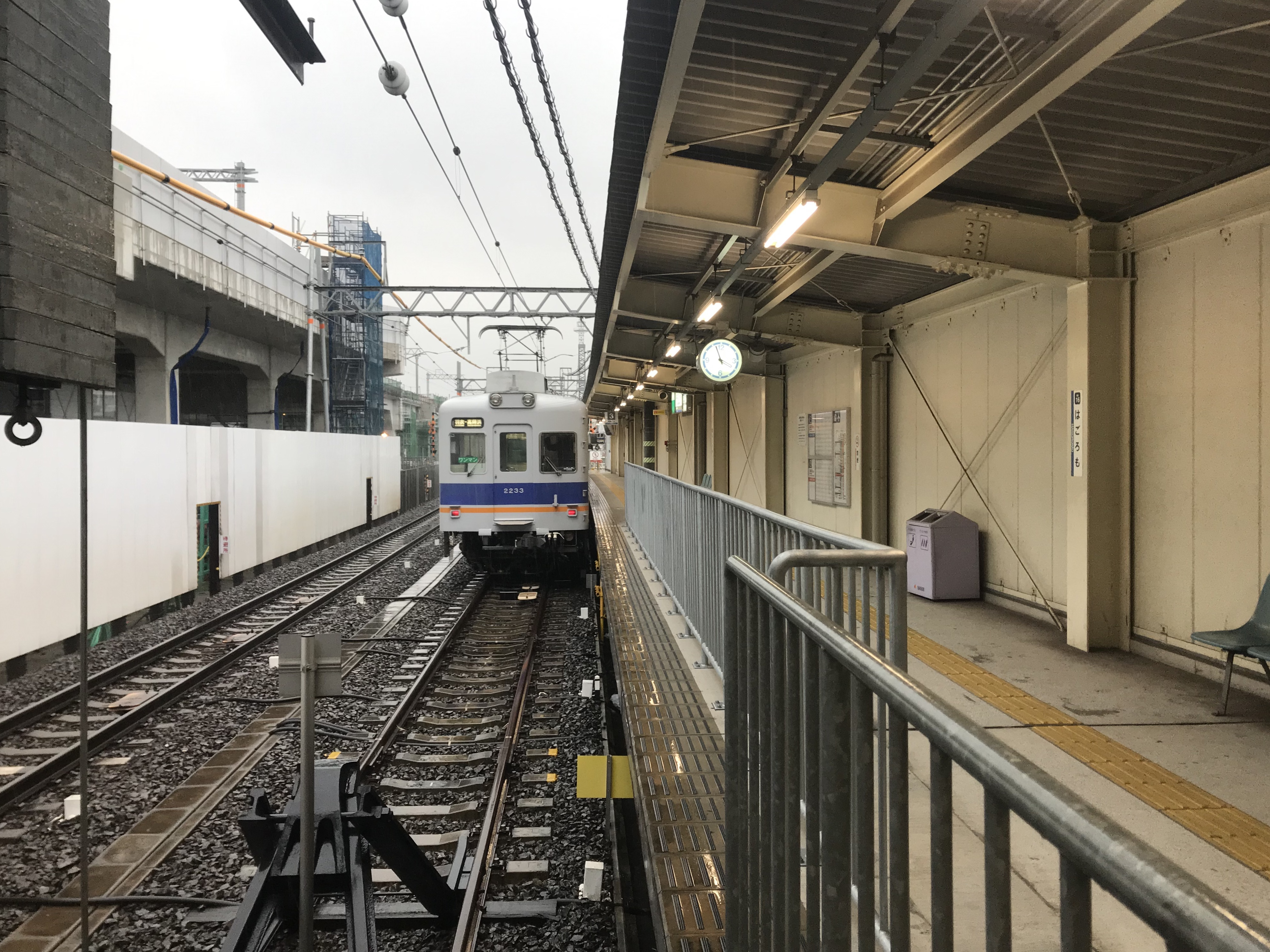
高師浜線ホーム　仮3番のりば

1番線は単式ホーム。2番線の後方を切り欠いた部分に高師浜線ホーム（3番線）がある。なお、2・3番線の仮線移行以前（2009年11月27日まで）は後述の配線図の通り、3番線は切欠き式ホームではなく2番線のホーム後方反対側に発着していた。
堺駅以南の急行停車駅では唯一、上下線とも待避設備がない駅だったが、和歌山大学前駅が開業以後は同駅も該当する。なお、両隣の駅（浜寺公園駅、高石駅）で待避ができるようになっている。

### のりば（2021年5月22日から）
| のりば     | 路線                 | 方向 | 行先                    | 備考                                                                             |
| ---------- | -------------------- | ---- | ----------------------- | -------------------------------------------------------------------------------- |
| 1          | 南海線               | 下り | 和歌山市・ 関西空港方面 |                                                                                  |
| 2          | 南海線               | 上り | なんば方面              |                                                                                  |
| バスのりば | 高師浜線（代行バス） | -    | 高師浜方面              | 乗車場1ブース、降車場2ブース、バス駐車スペース1台程度 2024年4月5日を以て使用終了 |

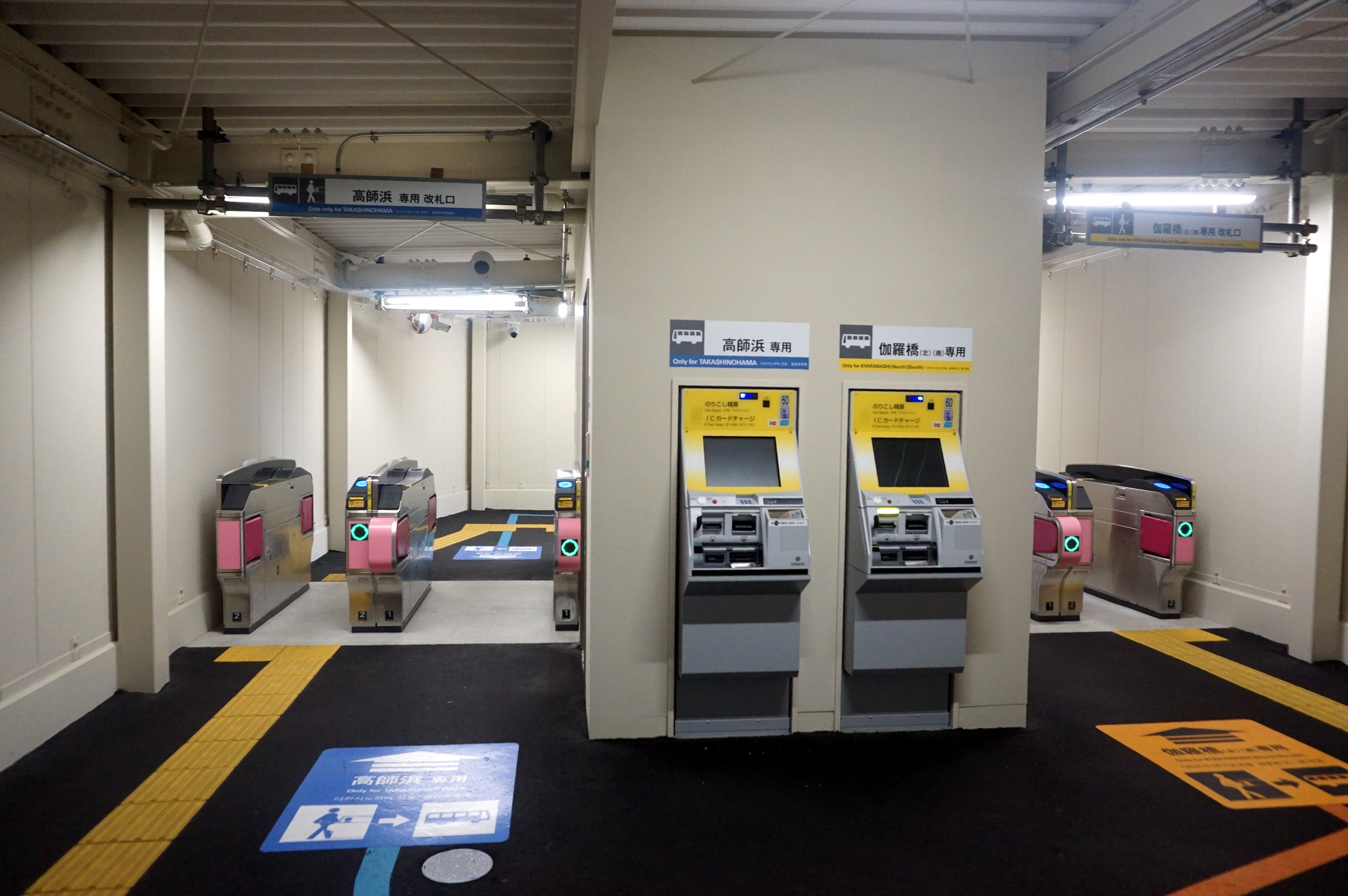
高師浜線代行バス専用改札（2021年10月）
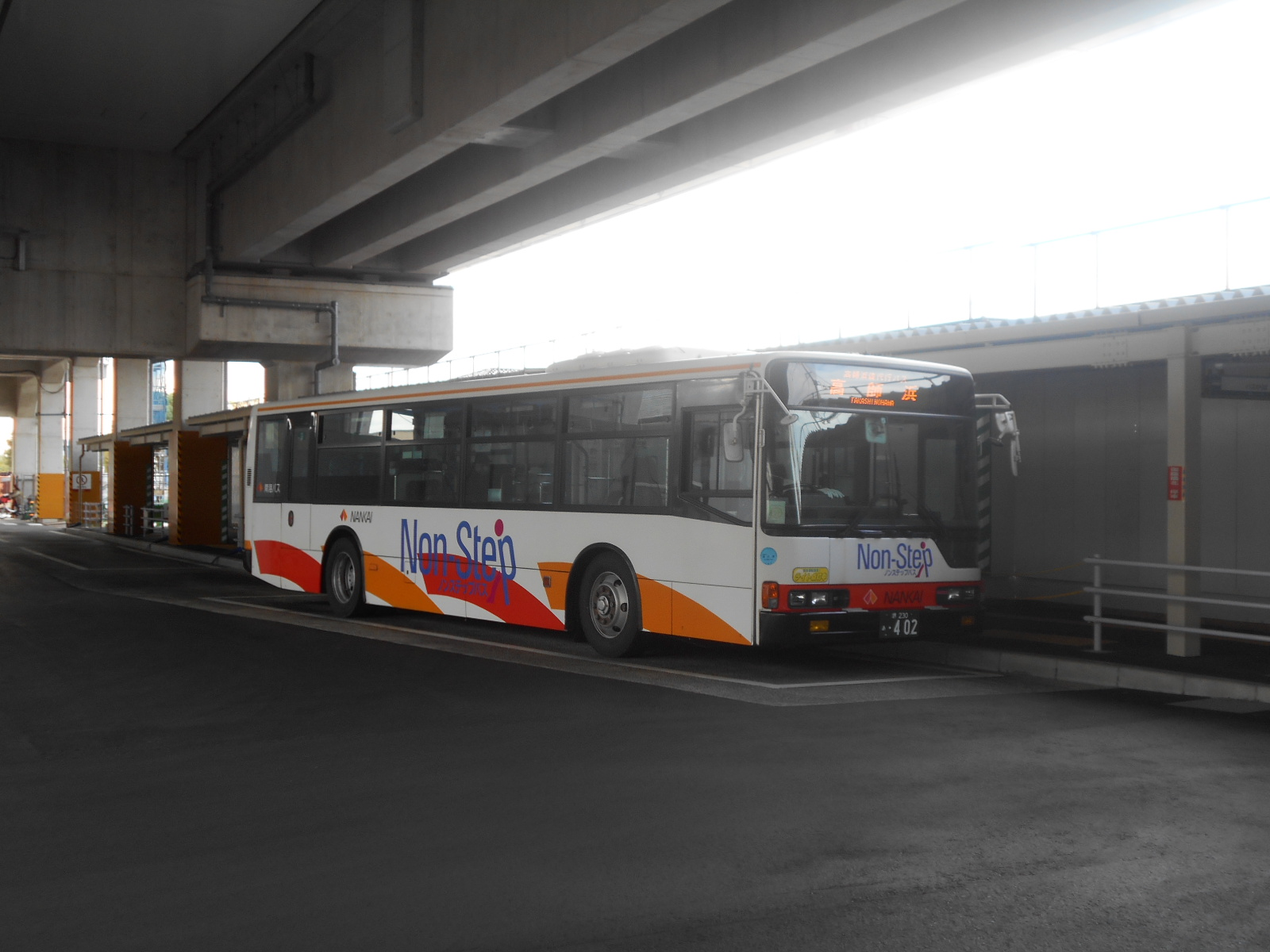
高師浜線代行バス仮設ターミナル

2024年4月5日までは当駅 - 伽羅橋駅間の高架化工事に伴う高師浜線運行休止のため、高師浜線代行バスのりばを駅改札内の南海本線高架下に設置していた。駅改札内から接続するバスのりばへの連絡通路には伽羅橋駅用・高師浜駅用の代行バス乗換専用改札口が設置されており、当駅を経由して代替バスを利用する際にはこの乗換専用改札口を通過する必要があった。
乗換専用改札口には伽羅橋駅用・高師浜駅用それぞれの自動改札機、自動精算機、乗車駅証明書発行機が設置されており、当駅以遠から伽羅橋駅・高師浜駅まで乗車する場合はここで降車駅までの運賃精算や出場処理を行った。反対に伽羅橋駅・高師浜駅から乗車し当駅以遠まで向かう場合、有効な乗車券（ICカード乗車券、定期乗車券、回数乗車券等）を既に所持していればここで入場処理を行い、乗車券を所持していなければここで発行した乗車駅証明書で改札を通過し降車駅にて運賃精算を行った。当駅を経由する代行バス利用の場合、バス車内での運賃支払は発生しなかった。

### のりば（2024年4月6日から）
| のりば | 路線     | 方向 | 行先                   |
| ------ | -------- | ---- | ---------------------- |
| 1      | 南海線   | 下り | 関西空港・和歌山市方面 |
| 2      | 南海線   | 上り | なんば方面             |
| 3      | 高師浜線 | 下り | 高師浜方面             |

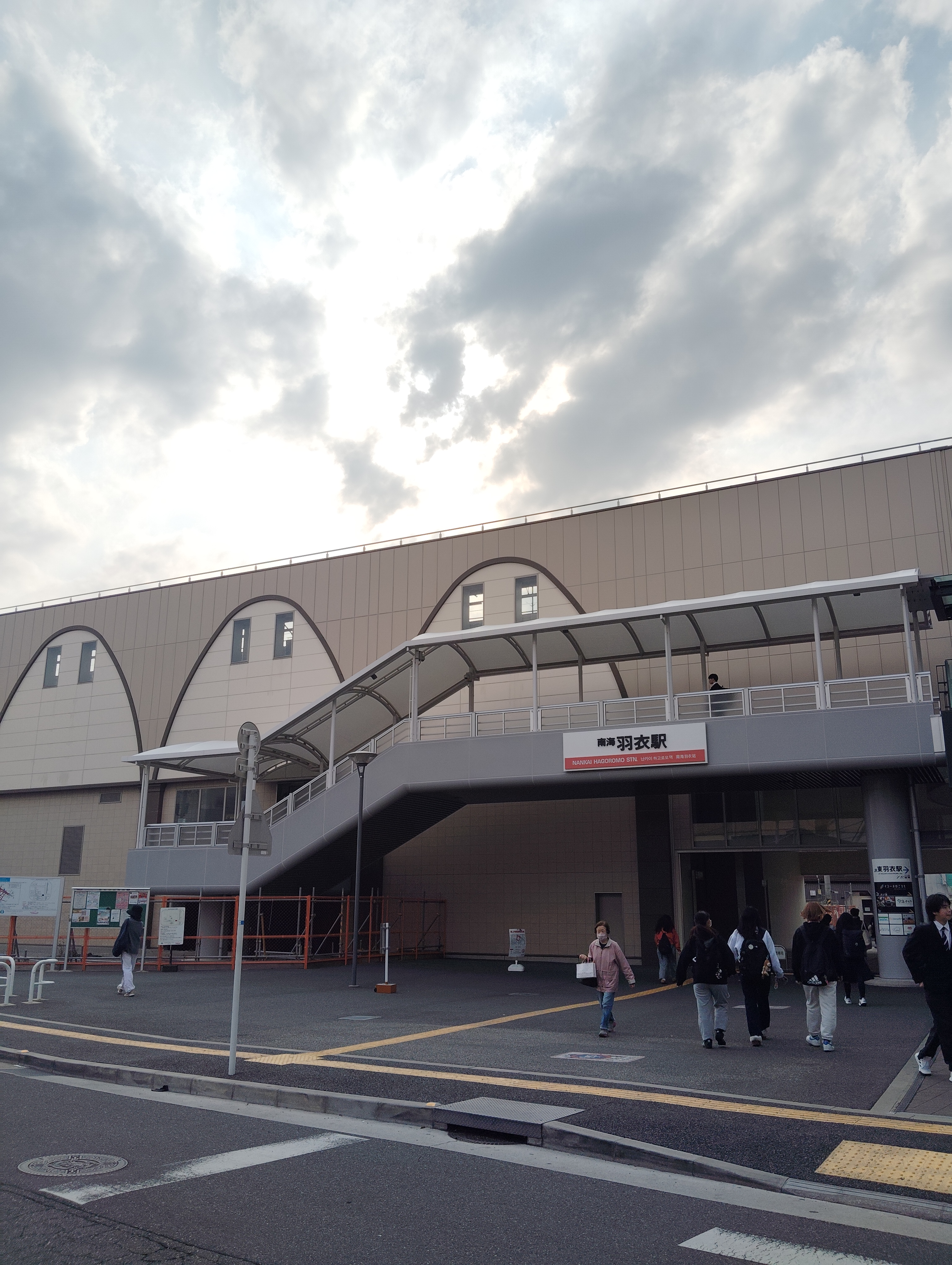
高架化後の東口
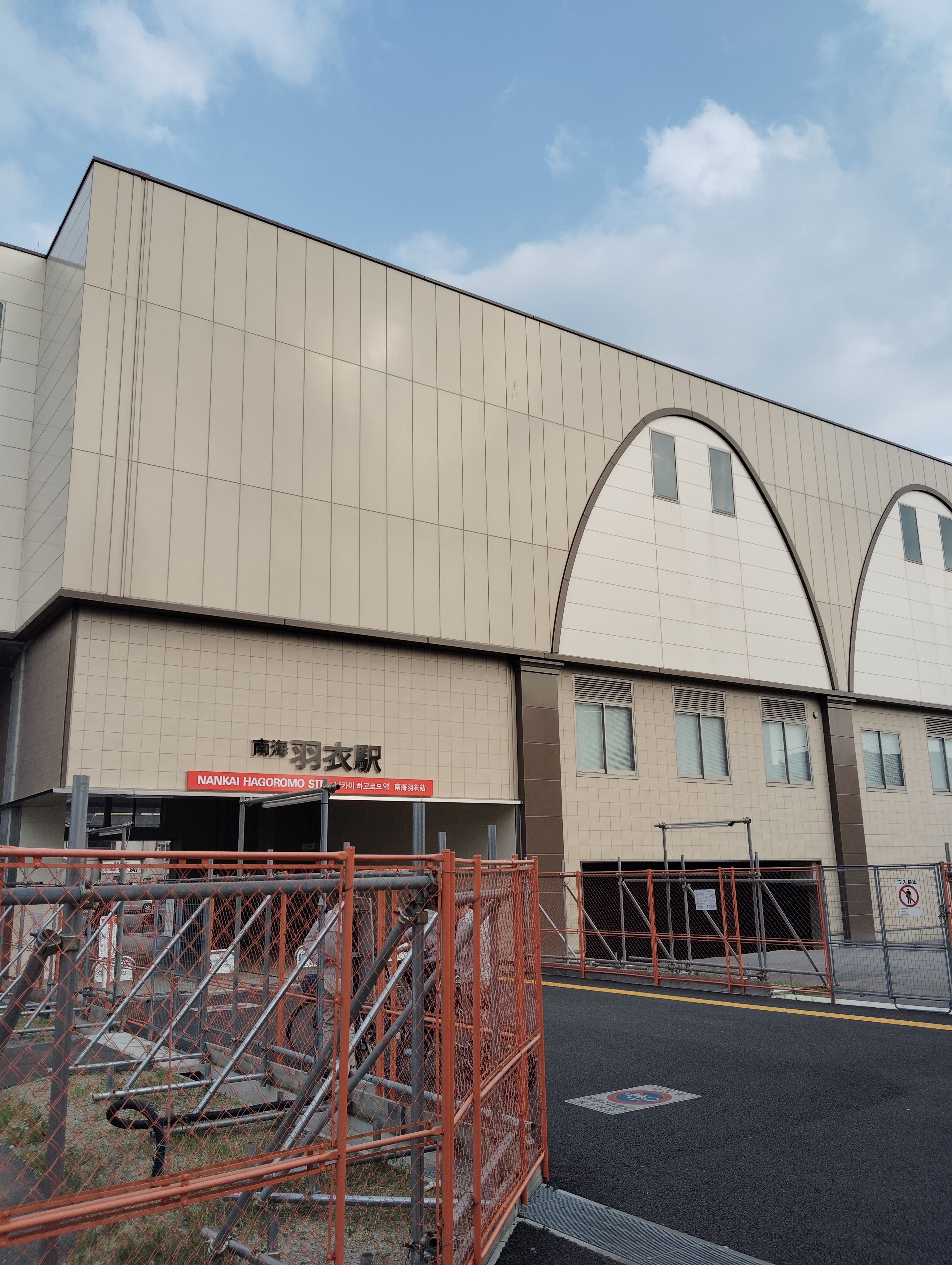
高架化後の西口
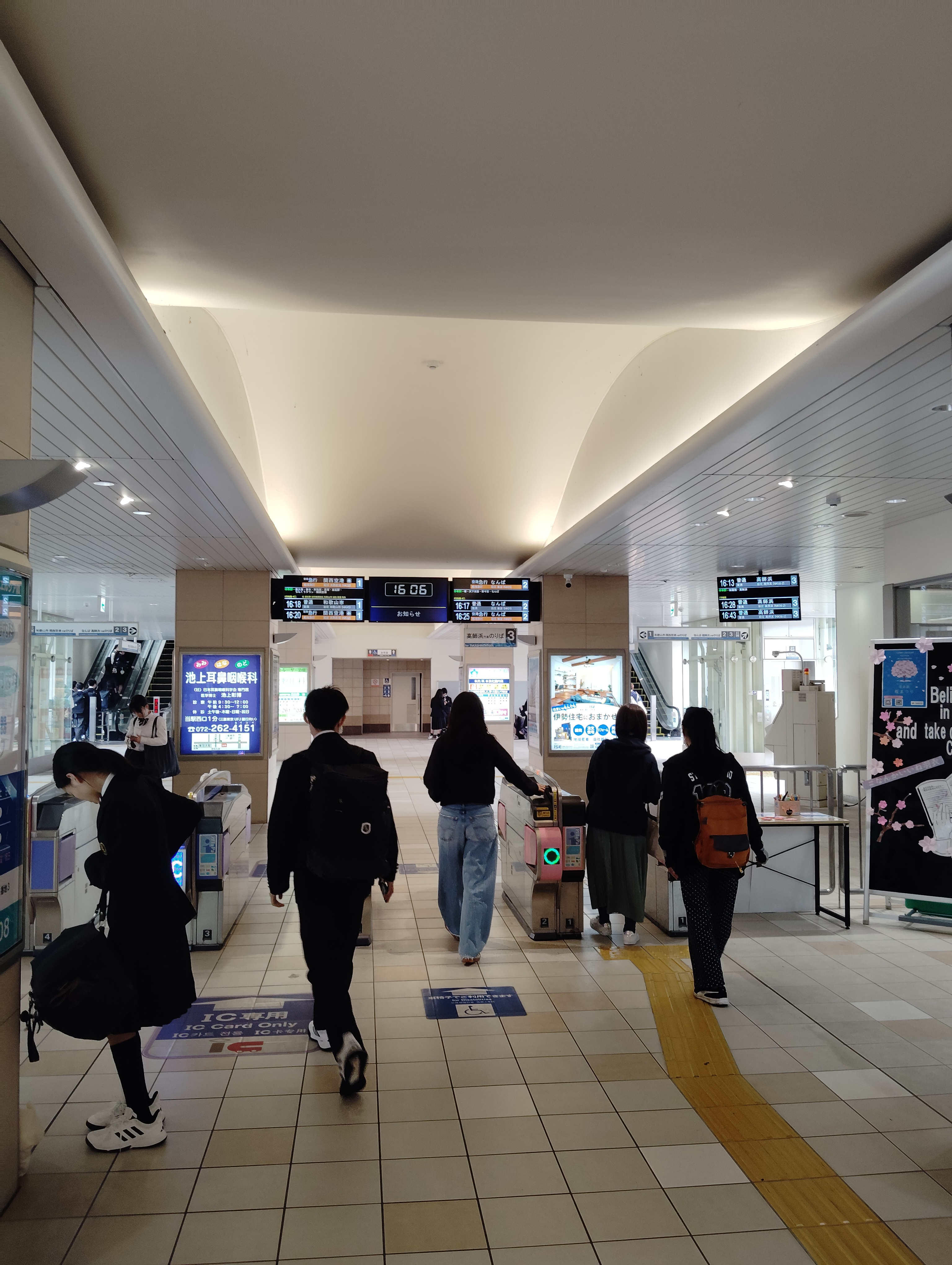
高架化後の改札口
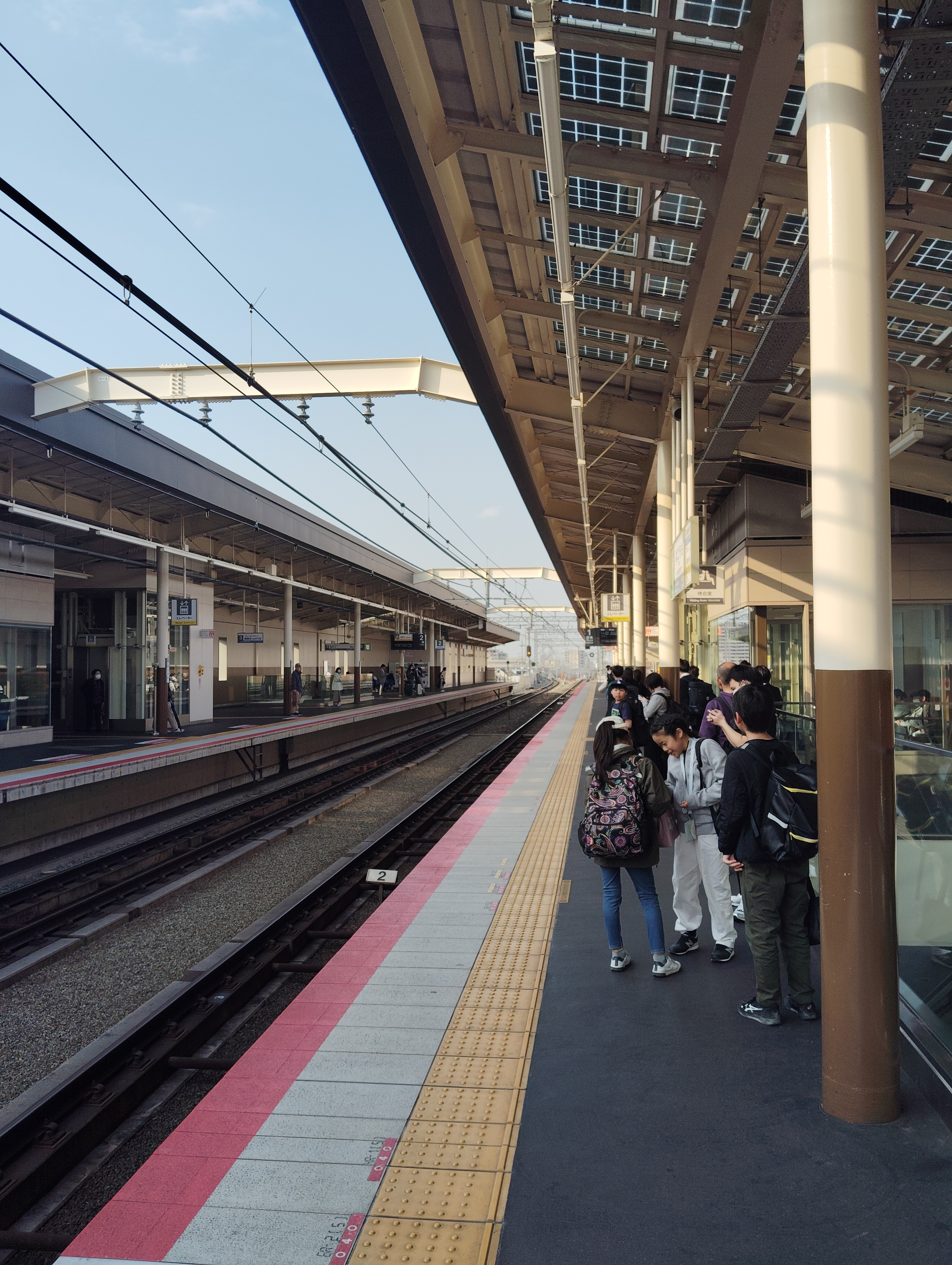
高架化後の1番のりば
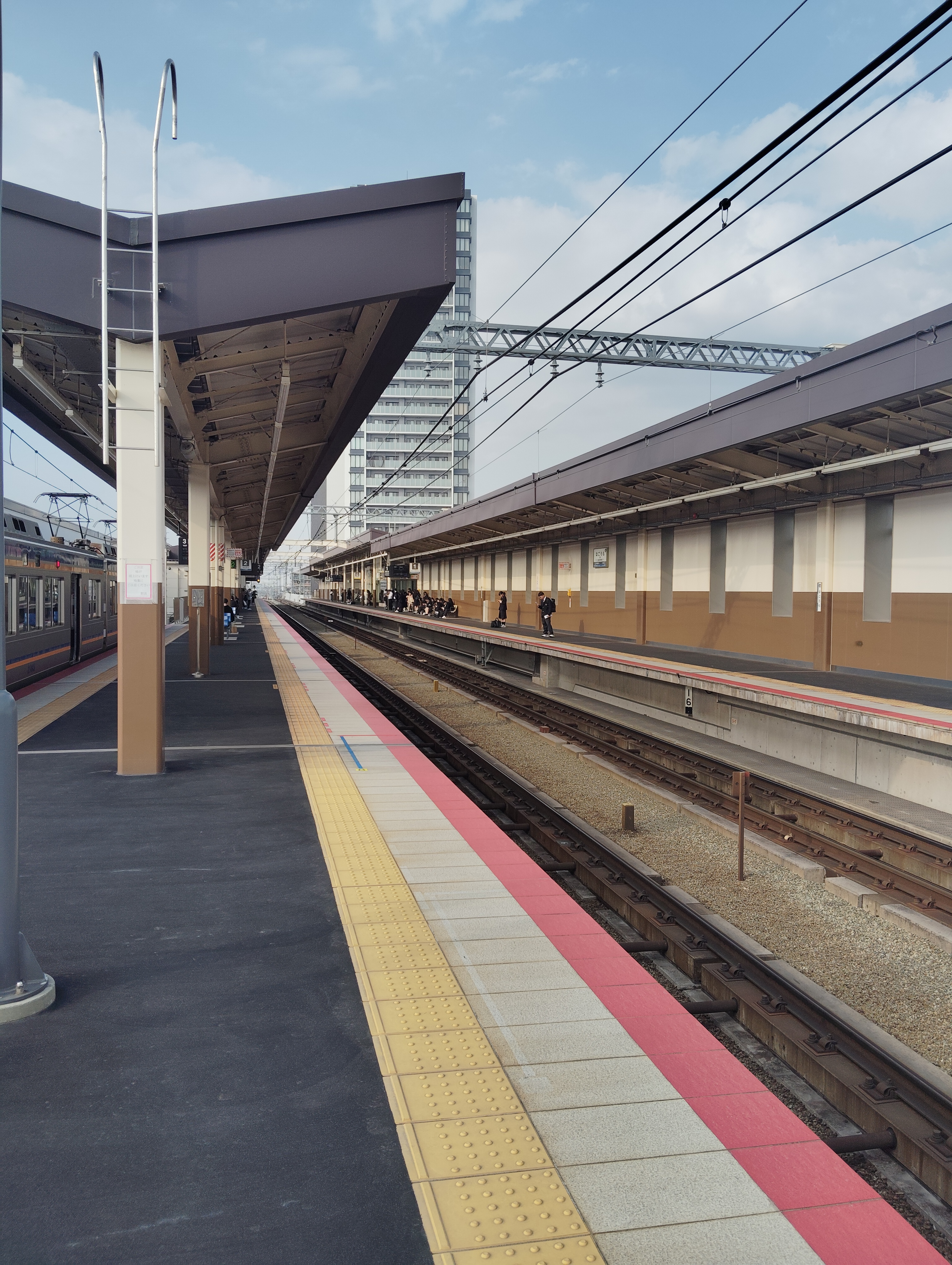
高架化後の2番のりば
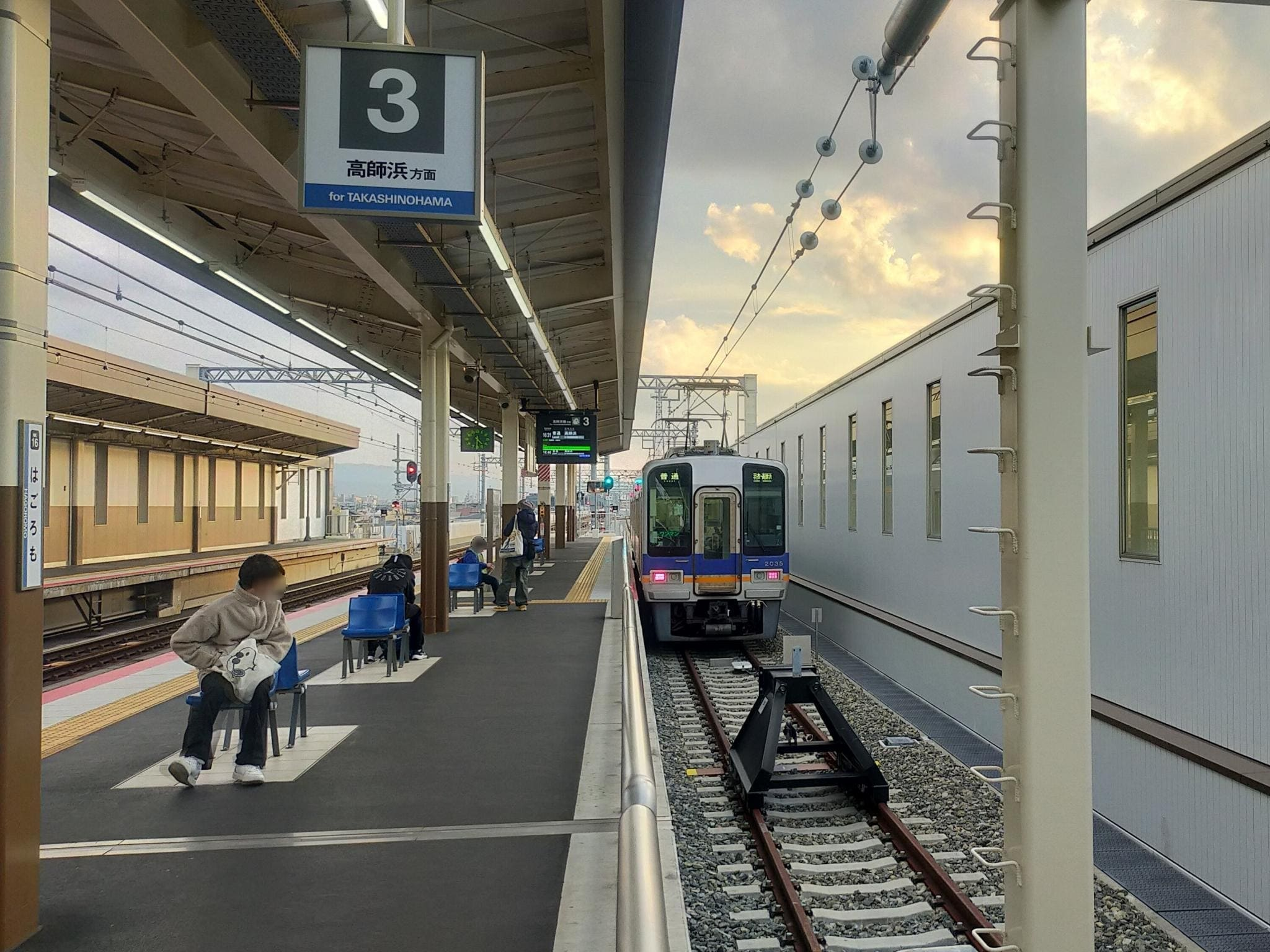
高架化後の高師浜線ホーム　3番のりば
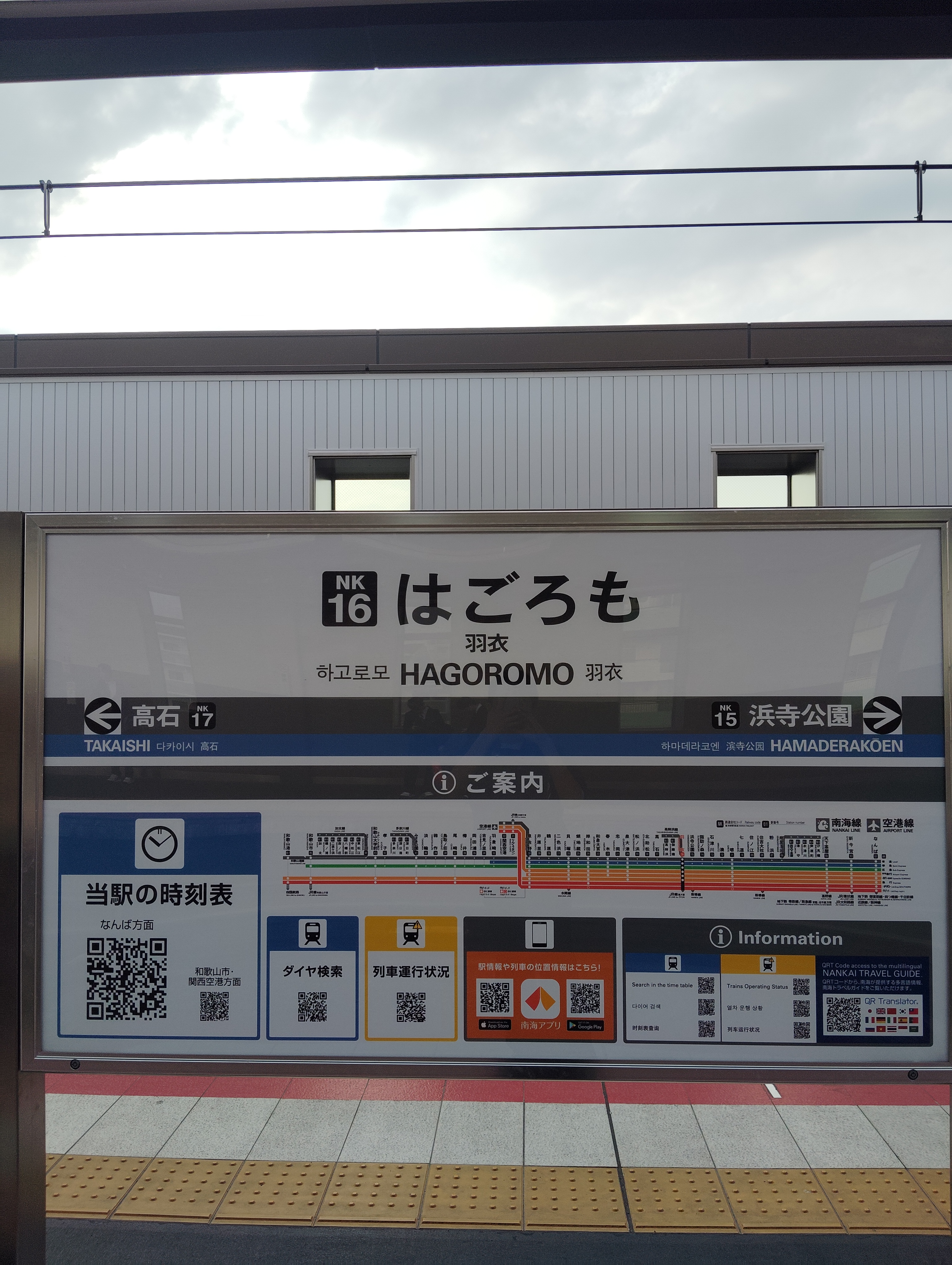
南海線　駅名標
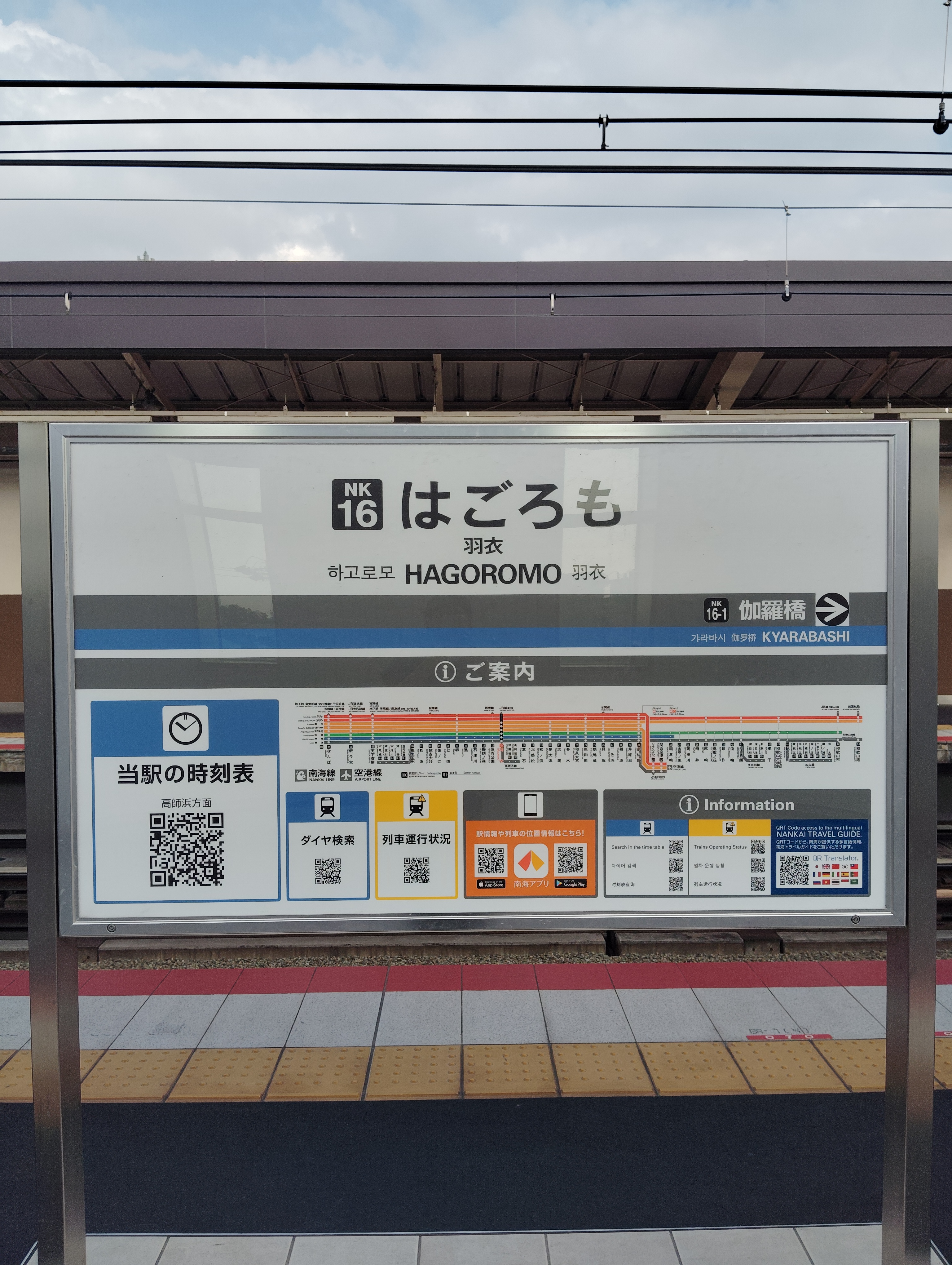
高師浜線　駅名標

2024年4月6日からは高師浜線ホーム及び、当駅 - 伽羅橋駅間の高架化工事が完了し代行バス輸送が終了した。高師浜線始発列車は高師浜駅なので住ノ江検車区から回送され、当駅（羽衣駅）を通過後、渡り線を経由する。（下り線→上り線→高師浜線）伽羅橋駅も通過し高師浜駅で停車する。

### 配線図
| ← 南海本線 難波方面                                          | 羽衣駅配線図（2009年11月27日まで） | → 南海本線 和歌山市方面 |
|                                                              | ↓ 高師浜線 高師浜方面              |                         |
| 凡例 出典:鉄道ピクトリアル 2008年8月臨時増刊「南海電気鉄道」 |                                    |                         |

## 利用状況
2019年（令和元年）次の1日平均乗降人員は22,112人（乗車人員：11,425人、降車人員：10,687人）である。
各年次の1日平均乗降人員数は下表の通り。
| 年次   | 1日平均 乗降人員 | 順位 | 出典   |
| ------ | ---------------- | ---- | ------ |
| 2000年 | 21,571           | -    | [ 16 ] |
| 2001年 | 20,909           | -    | [ 17 ] |
| 2002年 | 20,764           | -    | [ 18 ] |
| 2003年 | 20,461           | -    | [ 19 ] |
| 2004年 | 19,993           | -    | [ 20 ] |
| 2005年 | 19,848           | -    | [ 21 ] |
| 2006年 | 19,815           | -    | [ 22 ] |
| 2007年 | 20,072           | -    | [ 23 ] |
| 2008年 | 20,153           | 15位 | [ 24 ] |
| 2009年 | 19,739           | -    | [ 25 ] |
| 2010年 | 19,528           | -    | [ 26 ] |
| 2011年 | 19,131           | 15位 | [ 27 ] |
| 2012年 | 19,629           | -    | [ 28 ] |
| 2013年 | 20,612           | 14位 | [ 29 ] |
| 2014年 | 20,488           | 15位 | [ 30 ] |
| 2015年 | 20,992           | 15位 | [ 31 ] |
| 2016年 | 21,610           | 15位 | [ 32 ] |
| 2017年 | 21,579           | 15位 | [ 33 ] |
| 2018年 | 22,012           | 15位 | [ 34 ] |
| 2019年 | 22,112           | 15位 | [ 35 ] |

## 駅周辺
東西の出口にロータリーがあるほか、周辺に商店街がある。至近にあるJR東羽衣駅へは、東出口の方が利便性が高い。駅前にはタクシーはおおむね常時待機しているものの、路線バスは乗り入れていない。
駅東側にはスーパーなどの商店が集まっている。西側へ100メートルほど歩くと府道204号線があるほか、高石警察署が立地している。
線路を隔てて西側は「羽衣」、東側は「東羽衣」と町名が変わる。堺市の浜寺地区から連なる住宅地として知られ、大規模な邸宅が多く見られる。JTB時刻表では、市役所側である隣駅の高石駅が市の中心駅と表記されているが、利用者は急行列車も停まる当駅の方が多い。南海電鉄も、羽衣駅を南海本線の主要駅としている。

### 公園
- 浜寺公園
  - 大阪国際ユースホステル
  - 大阪府羽衣青少年センター

### 学校
- 羽衣国際大学
- 羽衣学園中学校・高等学校
- 大阪航空専門学校
- 近畿コンピュータ電子専門学校
- 堺市立浜寺南中学校
- 高石市立羽衣小学校
- 高石立東羽衣小学校

### 金融機関
- 浜寺郵便局
- 三菱UFJ銀行羽衣支店
- 関西みらい銀行 羽衣支店

### 商業施設
- オークワ 高石羽衣店
- じゃんぼ羽衣食鮮館
- ホテルルートイン大阪高石-羽衣駅前-

### その他
- 大阪府高石警察署
- 浜寺郵便局
- ほんみち本部

### バス路線
岸和田観光バス
駅西側の府道204号「羽衣」交差点前、羽衣公民館1階に「羽衣バスターミナル」停留所がある。
- 高石堺臨海ライン：堺市化学工業団地前方面（循環）

## 隣の駅
南海電気鉄道
 南海本線

■特急サザン
通過
■急行・■空港急行・■区間急行
堺駅 (NK11) - 羽衣駅 (NK16) - 泉大津駅 (NK20)
■準急（難波行きのみ運転）・■普通
浜寺公園駅 (NK15) - 羽衣駅 (NK16) - 高石駅 (NK17)
 高師浜線
羽衣駅 (NK16) - 伽羅橋駅 (NK16-1)
※括弧内は駅番号を示す。